# Covelo (Gondomar)
Covelo is een plaats (freguesia) in de Portugese gemeente Gondomar en telt 1 755 inwoners (2001).